# Braníškov
Braníškov (německy Branschkow) je obec v okrese Brno-venkov v Jihomoravském kraji. Rozkládá se v Křižanovské vrchovině, na okraji přírodního parku Údolí Bílého potoka. Žije zde 213 obyvatel.

## Historie
První písemná zmínka o obci pochází z roku 1360.
V roce 1905 byla dostavěna jednotřídní škola, jejíž provoz byl v roce 1964 ukončen pro malý počet žáků a škola byla přestavěna na obecní úřad, knihovnu a prodejnu potravin.

## Obyvatelstvo
| Rok            | 1869 | 1880 | 1890 | 1900 | 1910 | 1921 | 1930 | 1950 | 1961 | 1970 | 1980 | 1991 | 2001 | 2011 | 2021 |
| -------------- | ---- | ---- | ---- | ---- | ---- | ---- | ---- | ---- | ---- | ---- | ---- | ---- | ---- | ---- | ---- |
| Počet obyvatel | 207  | 230  | 204  | 230  | 236  | 230  | 225  | 219  | 229  | 224  | 198  | 176  | 163  | 189  | 198  |
| Počet domů     | 28   | 32   | 37   | 39   | 42   | 43   | 51   | 57   | 57   | 56   | 57   | 62   | 66   | 71   | 74   |

Vývoj počtu obyvatel

## Obecní správa

### Obecní symboly
Znak a vlajka byly obci uděleny rozhodnutím předsedy Poslanecké sněmovny Parlamentu České republiky dne 9. dubna 2002.

## Pamětihodnosti
- Kaple sv. Cyrila a Metoděje z roku 1864